# Rodrigo Canosa
Rodrigo Canosa Martínez (San Jacinto, Canelones, 18 de junio de 1988) es un futbolista uruguayo. Juega como defensa en Club Sportivo Cerrito de la Primera División de Uruguay.

## Trayectoria
Debutó profesionalmente en El Tanque Sisley el año 2009, cuando jugaba la Segunda categoría de fútbol en Uruguay (en dicha campaña, que terminó a mediados del 2010, el Tanque Sisley se titula campeón, sin Canosa ya en el plantel, al ganar el Campeonato Uruguayo de Segunda División 2009-10). Luego tendría un largo paso por Cerrito, tiempo en el que el club estuvo entre la Segunda y la Primera División. Después tuvo estadías en Olimpo de Bahía Blanca en Argentina, de regreso en su país al Rampla Juniors, Villa Teresa y Cerro, para emigrar nuevamente hacia el exterior, al América de Cali de Colombia en 2015 y el Delfín Sporting Club de Ecuador en 2016. A mediados de aquel año regresa a los Villeros, teniendo un buen desempeño, jugando 29 partidos y anotando dos goles, sumando un total de 56 partidos y tres goles en las dos etapas en el club albiceleste.
Para el segundo semestre de 2017, Canosa es fichado por el reciente campeón de la Primera B de Chile, Provincial Curicó Unido de cara al Torneo de Transición de Primera División 2017. En el equipo albirrojo su desempeño no fue el esperado, y a principios de 2018 se transformó en refuerzo de Santiago Morning de la  Primera B chilena.
A inicios de la Segunda División Profesional 2020, firmó en el club Lautaro de Buin, en donde se desempeña como titular en la defensa y capitán del equipo.

## Clubes
| Club             | País      | Año       | PJ  | Goles |
| ---------------- | --------- | --------- | --- | ----- |
| El Tanque Sisley | Uruguay   | 2009      | 12  | 1     |
| Cerrito          | Uruguay   | 2009-2012 | 40  | 2     |
| Olimpo           | Argentina | 2012      | 0   | 0     |
| Rampla Juniors   | Uruguay   | 2012-2014 | 41  | 3     |
| Villa Teresa     | Uruguay   | 2014      | 11  | 1     |
| Cerro            | Uruguay   | 2014-2015 | 27  | 1     |
| América de Cali  | Colombia  | 2015      | 14  | 1     |
| Delfín S.C.      | Ecuador   | 2016      | 7   | 1     |
| Cerro            | Uruguay   | 2016-2017 | 29  | 2     |
| Curicó Unido     | Chile     | 2017      | 9   | 0     |
| Santiago Morning | Chile     | 2018-2019 | 59  | 3     |
| Lautaro de Buin  | Chile     | 2020-Act. | 41  | 0     |
| Total            | Total     | Total     | 290 | 15    |

Actualizado el 2 de febrero de 2022.